# Iaroslav Vladimirovitch (prince de Novgorod)
Iaroslav Vladimirovitch (en russe : Яросла́в Владимирович), né à une date incconue et mort après 1205 fut le prince de Novgorod en 1182-1184, 1187-1196 et 1197-1199, prince de Torj en 1196-1197, prince de Vychhorod de 1203 à 1205 ainsi que le fils de Vladimir III.

## Biographie
En 1181, lorsque les habitants de Novgorod participèrent à la campagne d'Olhovych près de Droutsk contre David de Smolensk, Vsevolod le Grand Nid captura Torjok, ce qui influença le choix d'un nouveau prince par les habitants de Novgorod. Le fils de Davyd Rostyslavitch de Smolensk, Mstislav Davydovitch, devint prince de Novgorod pendant 3 ans.
La cessation de l'influence de Smolensk à Novgorod s'est produite presque simultanément avec le conflit entre David et les boyards de Smolensk. En 1187, Iaroslav fut de nouveau appelé à Novgorod, où il régna 9 ans. Avec les Novgorodiens, il partit aider les princes de Polotsk contre les Estoniens, prit Derpt et revint avec de nombreux prisonniers et trophées ( 1191 ). En 1192, son épouse et les habitants de Pskov prirent la ville d'Odenpe.
En 1196, lors du conflit entre Vsevolod et les Rostislavitch de Smolensk, d'une part, et les Olhovych de Tchernihiv, d'autre part, le fils du prince de Tchernihiv Yaropolk Iaroslavitch fut invité au trône par les Novgorodiens, et Iaroslav devint prince en Torjk, mais déjà en 1197, il fut de nouveau appelé sur le trône des Novgorodiens. En 1199, les habitants de Novgorod firent appel à Vsevolod Yuriyovitch pour qu'il leur envoie un fils pour régner. Svyatoslav Vsevolodovitch est venu à Novgorod et Vsevolod a contribué à la séparation de Iaroslav avec son allié Rurik Rostyslavitch Vyshgorod. En 1205, Rostislav Ryurikovitch prit possession de Vyshgorod, après quoi les chroniques sur Iaroslav s'arrêtèrent.